# Impact Zone
L'Impact Zone è il nickname degli Soundstage 21 e 19 situati negli Universal Studios in Orlando, Florida, ed è la roccaforte della federazione di wrestling statunitense Total Nonstop Action Wrestling.

## Storia

### 1990
Prima che diventasse la casa della TNA nel 2004, i Soundstage 21 ospitarono numerose puntate televisive americane come ad esempio RollerJam, ospitarono per qualche show pure la federazione di wrestling estrema Extreme Championship Wrestling. L'arena è stata utilizzata anche per diversi spot pubblicitari, video musicali e spettacoli televisivi.

### TNA
Nel maggio 2004, la TNA annunciò la partenza di un nuovo show settimanale di punta, ovvero Impact!, in onda su Fox Sports Net. Da quel momento tutti gli show della Total Nonstop Action si sarebbero spostati negli Universal Studios, mentre agli inizi venivano svolti alla Martin Van Buren Arena in Huntsville (Alabama) e anche alla Tennessee State Fairgrounds Arena ribattezzata TNA Asylum a Nashville, Tennessee.
Nella Impact Zone oltre alle registrazioni delle puntate di Impact!, che venivano effettuate il lunedì e martedì, erano registrati pure i match in esclusiva dello show secondario Xplosion, prima o dopo le registrazioni di Impact Wrestling, inoltre nella Impact Wrestling Zone venivano realizzati quasi tutti i pay per view mensili domenicali in diretta.

## Struttura dell'arena
Dal 2004 fino a ottobre 2008 (Soundstage 19) la struttura dell'arena dove si svolgevano gli show aveva una sua particolarità, erano presenti due entrate, che portavano al ring di forma esagonale, una entrata per i wrestler face e una per i wrestler heel.
L'arena ha una capienza dell'arena sia di 1400 posti (Soundstage 21) che di 900 posti (Soundstage 19)
A novembre 2008, in seguito al passaggio all'alta definizione, l'Impact Zone venne spostata nel Soundstage 21 e l'arena viene disposta con un unico titantron in HD, e, lateralmente, il logo TNA viene sostituito da un pannello in HD, dove venivano impresse le grafiche.
All'evento Genesis 2010, Hulk Hogan e Eric Bischoff presentarono una nuova Impact Zone, condotta da una rampa elevata che portava direttamente al ring, non più a 6 lati, ma con 4. La rampa fu tolta in occasione del pay per view Hardcore Justice 2010.
Nel maggio del 2011 con il rebranding di iMPACT!, il programma ha iniziato a chiamarsi IMPACT WRESTLING e per tutte le strutture (lo stage, il ring, le corde, ecc.) come colore dominante si è cominciato ad utilizzare il blu, mentre prima il colore più importante era quello rosso, che comunque venne usato sempre nei pay per view, a partire da Hardcore Justice 2011 (seppur persistevano elementi del brand IMPACT WRESTLING, come la rampa o alcune pubblicità). Verso il 2013 è stata abbandonata, dato che la TNA si trasformò in compagnia itinerante. Gli ultimi show registrati sono stati i PPV One Night Only, registrati tra gennaio e marzo 2013 e i match di TNA Xplosion fino al 24 aprile 2013, ultimo match di Xplosion prodotto nell'arena. Tuttavia fanno ritorno agli Universal Studios nel novembre 2013, nel Soundstage 19.